# سیارک ۱۵۴۰

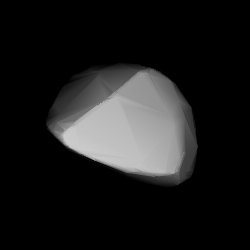
تصویر تلسکوپی از سیارک 1540

سیارک ۱۵۴۰ (به انگلیسی: 1540 Kevola، نامگذاری:1938WK) هزار و پانصد و چهلمین سیارک کشف شده‌است که در ۱۶ نوامبر ۱۹۳۸ کشف شد.
قدر مطلق سیارک برابر ۱۰٫۸۰ است.